# Z-Drug
Z-Drugs oder Z-Substanzen bezeichnet eine Klasse von Schlafmitteln (Nicht-Benzodiazepin-Agonisten), zu denen die Arzneistoffe Zolpidem, Zopiclon [auch enantiomerenrein als (S)-Zopiclon] und Zaleplon zählen. Diese Substanzen werden so genannt, weil ihre Namen alle mit dem Buchstaben Z anfangen.
Z-Drugs wirken schlafanstoßend, weniger ausgeprägt auch anxiolytisch, antikonvulsiv und muskelrelaxierend. Diese weniger ausgeprägte anxiolytische und muskelrelaxierende Wirkung ist dadurch bedingt, dass Z-Drugs selektiver als Benzodiazepine an die α1-Untereinheit  des GABAA-Rezeptors binden. Die schlaffördernde Wirkung ist vergleichbar mit der der Benzodiazepine. Man geht heute davon aus, dass auch das Abhängigkeitspotenzial dem der Benzodiazepine entspricht.
Zopiclon ist das heutzutage am häufigsten verschriebene Schlafmittel.
Die folgende Tabelle zeigt eine Übersicht über die Z-Hypnotika.
| Wirkstoff                 | Handelsname(n)                                                               | Strukturformel | Chemische Bezeichnung                                                                                           | Plasmahalbwertszeit (Metaboliten-HWZ) | Äquivalenzdosis zu 10 mg Diazepam | Jahr der Markteinführung |
| ------------------------- | ---------------------------------------------------------------------------- | -------------- | --- | ------------------------------------- | --------------------------------- | ------------------------ |
| Zaleplon                  | Sonata (USA), Starnoc (CA)                                                   |                | N-[3-(3-Cyanopyrazolo[1,5-a]pyrimidin-7-yl)phenyl]-N-ethylacetamid                                              | 1 h                                   | 20 mg                             | 1999                     |
| Zolpidem                  | Ambien (USA), Bikalm (D), Stilnox (D, CH, I, F, E, GB, CZ), diverse Generika |                | N,N-Dimethyl-2-(6-methyl-2-p-tolylimidazo[1,2-a]pyridin-3-yl)acetamid                                           | 1,5 bis 2,5 h                         | 20 mg                             | 1992                     |
| Zopiclon                  | Amoban (J), Imovane (CH), Optidorm (D), Ximovan (D), diverse Generika        |                | [(5RS)-6-(5-Chlorpyridin-2-yl)-7-oxo-6,7-dihydro-5H-pyrrolo[3,4-b]pyrazin-5-yl](4-methylpiperazin-1-carboxylat) | 2 bis 6 h                             | 15 mg                             | 1991                     |
| (S)-Zopiclon (Eszopiclon) | Lunesta (USA, J, CA), Lunivia (D), Esogno (A)                                |                | [(5S)-6-(5-Chlorpyridin-2-yl)-7-oxo-6,7-dihydro-5H-pyrrolo[3,4-b]pyrazin-5-yl](4-methylpiperazin-1-carboxylat)  | ca. 6 h                               |                                   | 2004                     |